# Organización territorial de los Estados Federados de Micronesia
Los Estados Federados de Micronesia es una federación dividida en cuatro estados, que se dividen a su vez en varias ciudades y municipios.

## Estados

Estados de Micronesia

| Bandera           | Estado           | Capital | Área (km²) | Población (2010) | Densidad de población (hab./km²) |
| ----------------- | ---------------- | ------- | ---------- | ---------------- | -------------------------------- |
| Bandera de Chuuk  | Estado de Chuuk  | Weno    | 127        | 48,654           | 383                              |
| Bandera de Kosrae | Estado de Kosrae | Tofol   | 110        | 6,616            | 60                               |
| Bandera de Ponapé | Estado de Ponapé | Kolonia | 346        | 36,196           | 105                              |
| Bandera de Yap    | Estado de Yap    | Colonia | 118        | 11,377           | 96                               |

## Ciudades
- Palikir, Estado de Ponapé – capital nacional
- Colonia, Estado de Yap
- Kolonia, Estado de Ponapé
- Lelu, Estado de Kosrae
- Tol, Estado de Chuuk
- Weno, Estado de Chuuk

## Municipios

### Estado de Chuuk
- Eot
- Etal
- Fala-Beguets
- Fananu
- Fefan
- Houk
- Kutu
- Losap
- Lukunor
- Magur
- Moch
- Moen
- Murilo
- Nama
- Namoluk
- Nomwin
- Onari
- Oneop
- Ono
- Param
- Pis-Losap
- Pisaras
- Pulap
- Puluwat
- Ramanum
- Ruo
- Satawan
- Ta
- Tamatam
- Tol
- Tonowas
- Tsis
- Udot
- Ulul
- Uman

### Estado de Kosrae
- Lelu
- Malem
- Tafunsak
- Utwa
- Walung

### Estado de Ponapé
- Kapingamarangi
- Kitti
- Colonia
- Madolenihmw
- Mokil
- Nett
- Ngatik
- Nukuoro
- Oroluk
- Pingelap
- Sokehs
- U

### Estado de Yap
- Dalipebináu
- Eauripik
- Elato
- Fais
- Fanif
- Faraulep
- Gaferut
- Gagil
- Gilman
- Ifalik
- Kanifay
- Lamotrek
- Maap
- Ngulu
- Pikelot
- Rull
- Rumung
- Satawal
- Sorol
- Tomil
- Ulithi
- Weloy
- Woleai